# Saint-Georges-du-Bois (Maine-et-Loire)
Saint-Georges-du-Bois korábbi község Franciaország Loire mente régiójában, Maine-et-Loire megyében. 2016. január 1-jén Brion és Fontaine-Guérin községgel egyesült és Les Bois d’Anjou új község része lett.
Lakosainak száma 466 fő (2018. január 1.). Saint-Georges-du-Bois Baugé-en-Anjou, Les Bois d’Anjou, Mazé-Milon, Gée, Mazé és Sermaise községekkel határos.

## Népesség
A település népessége az elmúlt években az alábbi módon változott:
| Lakosok száma | 316  | 311  | 304  | 320  | 344  | 391  | 417  | 428  | 457  | 466  |
|               | 1962 | 1968 | 1982 | 1990 | 1999 | 2008 | 2011 | 2013 | 2017 | 2018 |